# Saison 4 de Stargate Atlantis
Chronologie
Saison 3 Saison 5
Cet article présente le guide des épisodes de la quatrième saison de la série télévisée Stargate Atlantis.

## Distribution

### Casting principal
- Joe Flanigan (VF : Pierre Tessier) : Lieutenant-Colonel John Sheppard
- Amanda Tapping (VF : Hélène Chanson) : Colonel Samantha Carter
- Rachel Luttrell (VF : Gaëlle Savary) : Teyla Emmagan
- David Hewlett (VF : Jérôme Rebbot) : Dr Meredith Rodney McKay
- Jewel Staite (VF : Laura Blanc) : Dr Jennifer Keller
- Jason Momoa (VF : Pascal Casanova) : Ronon Dex

### Invités et Personnages secondaires
- Torri Higginson (VF : Ariane Deviègue) : Dr Elizabeth Weir (épisodes 1, 2, 10 et 11)
- Kavan Smith (VF : Éric Missoffe) : Major Evan Lorne (épisodes 4, 5, 6, 10, 12, 13, 18, 19 et 20)
- Mitch Pileggi (VF : Jacques Albaret) : Colonel Steven Caldwell (épisodes 11 et 18)
- Michael Beach (VF : Serge Faliu) : Colonel Abraham Ellis (épisodes 1, 2 et 11)
- Bill Dow : Dr Bill Lee (épisodes 1, 2, 15 et 17)
- Christopher Judge (VF : Thierry Mercier) : Teal'c (épisodes 3 et 17)

## Épisodes

### Épisode 1:À la dérive (2/3)
- États-Unis : 28 septembre 2007 sur Sci Fi
- Québec : 28 août 2008 sur Ztélé
- France : 29 janvier 2009 sur SérieClub

- Shaw Madson (Matthews)
- Torri Higginson (Dr Elizabeth Weir)
- Jewel Staite (Dr Jennifer Keller)
- Michael Beach (Colonel Abraham Ellis)
- Bill Dow (Dr Bill Lee)
- Gerry Durand (Capitaine Levine)
- David Nykl (Dr Radek Zelenka)

### Épisode 2:Dernier Recours (3/3)
- États-Unis : 5 octobre 2007 sur Sci Fi
- Québec : 4 septembre 2008 sur Ztélé
- France : 29 janvier 2009 sur Série Club

- David Ogden Stiers (Oberoth)
- Torri Higginson (Dr Elizabeth Weir)
- David Nykl (Dr Radek Zelenka)
- Michael Beach (Colonel Abraham Ellis)
- Bill Dow (Dr Lee)

### Épisode 3:Retrouvailles
- États-Unis : 12 octobre 2007 sur Sci Fi
- Québec : 11 septembre 2008 sur Ztélé
- France : 29 janvier 2009 sur Série Club

- Rob Avery (Miller)
- Kyra Zagorsky (Ara)
- Christopher Judge (Teal'c)
- David Nykl (Dr Radek Zelenka)
- Aleks Paunovic (Rakai)
- Mark Dacascos (Tyre)

### Épisode 4:Cauchemar sur Atlantis
- États-Unis : 19 octobre 2007 sur Sci Fi
- Québec : 18 septembre 2008 sur Ztélé
- France : 5 février 2009 sur Série Club

- Yee Jee Tso (Technicien d'Atlantis)
- Linda Ko (Infirmière Marie)
- Claire Rankin (Dr Kate Heightmeyer)
- Kavan Smith (Major Evan Lorne)
- Jewel Staite (Dr Jennifer Keller)
- David Nykl (Dr Radek Zelenka)

### Épisode 5:Les Voyageurs
- États-Unis : 26 octobre 2007 sur Sci Fi
- Québec : 25 septembre 2008 sur Ztélé
- France : 5 février 2009 sur Série Club

- Jill Wagner (Capitaine Larrin)
- Kavan Smith (Major Evan Lorne)
- Sean Rogerson (Nevik)
- Michael Cram (Silas)

### Épisode 6:Perte de mémoire
- États-Unis : 2 novembre 2007 sur Sci Fi
- Québec : 2 octobre 2008 sur Ztélé
- France : 12 février 2009 sur Série Club

- D. Harlan Cutshall (Marine)
- Niall Matter (Lieutenant Kemp)
- Jewel Staite (Dr Jennifer Keller)
- David Nykl (Dr Radek Zelenka)
- Kavan Smith (Major Evan Lorne)
- Brenda James (Dr Katie Brown)
- Robert Clark (Dr Gérard Baxter)
- Linda Ko (Infirmière Marie)

### Épisode 7:Seules contre tous
- États-Unis : 9 novembre 2007 sur Sci Fi
- Québec : 9 octobre 2008 sur Ztélé
- France : 12 février 2009 sur Série Club

- Danny Trejo (Omal)
- Jewel Staite (Dr Jennifer Keller)
- Johann Helf (Nabel Golan)

### Épisode 8:Le Prophète
- États-Unis : 16 novembre 2007 sur Sci Fi
- Québec : 16 octobre 2008 sur Ztélé
- France : 19 février 2009 sur Série Club

- Brendan Penny (Todd)
- Martin Jarvis (Davos)
- Kimberley Warnat (Linara)
- Jewel Staite (Dr Jennifer Keller)
- Robert Picardo (Richard Woolsey)

### Épisode 9:Programmation mortelle
- États-Unis : 30 novembre 2007 sur Sci Fi
- Québec : 23 octobre 2008 sur Ztélé
- France : 19 février 2009 sur Série Club

- Madison Smartt Bell (Madison Miller)
- Steven Culp (Henry Wallace)
- Peter Flemming (Agent Malcolm Barrett)
- Kate Hewlett (Jeannie Miller)
- David Nykl (Dr Radek Zelenka)
- Gary Jones (Sergent Walter Harriman)
- Libby Osler (Sharon Wallace)
- Brendan Penny (Todd)

### Épisode 10:Double Collision (1/3)
- États-Unis : 7 décembre 2007 sur Sci Fi
- Québec : 30 octobre 2008 sur Ztélé
- France : 26 février 2009 sur Série Club

- Jewel Staite (Dr Jennifer Keller)
- Torri Higginson (Dr Elizabeth Weir)
- David Nykl (Dr Radek Zelenka)
- Kavan Smith (Major Evan Lorne)

### Épisode 11:Alliance forcée (2/3)
- États-Unis : 4 janvier 2008 sur Sci Fi
- Québec : 6 novembre 2008 sur Ztélé
- France : 26 février 2009 sur Série Club

- Michael Beach (Colonel Abraham Ellis)
- Christopher Martin (Major Kevin Marks)
- Torri Higginson (Dr Elizabeth Weir)
- Mitch Pileggi (Colonel Steven Caldwell)
- David Nykl (Dr Radek Zelenka)
- Jill Wagner (Capitaine Larrin)
- Michelle Morgan (FRAN)
- Brendan Penny (Todd)
- Niall Matter (Lieutenant Kemp)

### Épisode 12:Conséquences (3/3)
- États-Unis : 11 janvier 2008 sur Sci Fi
- Québec : 13 novembre 2008 sur Ztélé
- France : 5 mars 2009 sur Série Club

- Brendan Penny (Todd)
- David Nykl (Dr Radek Zelenka)
- Kavan Smith (Major Evan Lorne)

### Épisode 13:Quarantaine
- États-Unis : 18 janvier 2008 sur Sci Fi
- Québec : 20 novembre 2008 sur Ztélé
- France : 5 mars 2009 sur Série Club

- Brenda James (Dr Katie Brown)
- David Nykl (Dr Radek Zelenka)
- Kavan Smith (Major Evan Lorne)

### Épisode 14:Harmonie
- États-Unis : 25 janvier 2008 sur Sci Fi
- Québec : 27 novembre 2008 sur Ztélé
- France : 12 mars 2009 sur Série Club

- Crystal Lowe (Mardola)
- David Richmond-Peck (en) (Toran)
- Jodelle Ferland (Harmony)

### Épisode 15:Banni
- États-Unis : 1er février 2008 sur Sci Fi
- Québec : 4 décembre 2008 sur Ztélé
- France : 12 mars 2009 sur Série Club

- Stephen E. Miller (Dr Richard Poole)
- Emma Lahana (Ava Dixon)
- Kari Wuhrer (Nancy Sheppard)
- Dylan Neal (Dave Sheppard)
- Bill Dow (Dr Bill Lee)
- Dean Marshall (Sergent Bates)

### Épisode 16:Trio
- États-Unis : 8 février 2008 sur Sci Fi
- Québec : 8 janvier 2009 sur Ztélé
- France : 19 mars 2009 sur Série Club

- Aidan Drummond (Renord)
- Isaah Brown (Caminous)
- Jewel Staite (Dr Jennifer Keller)

### Épisode 17:Infiltration Wraith
- États-Unis : 15 février 2008 sur Sci Fi
- Québec : 15 janvier 2009 sur Ztélé
- France : 19 mars 2009 sur Série Club

- Ben Cotton (Dr Peter Kavanagh)
- Bill Dow (Dr Lee)
- Christopher Judge (Teal'c)
- Rob LaBelle (James Coolidge)
- Gary Jones (Sergent Walter Harriman)
- Chuck Campbell (Sergent Chuck)

### Épisode 18:Hybrides (1/2)
- États-Unis : 22 février 2008 sur Sci Fi
- Québec : 22 janvier 2009 sur Ztélé
- France : 26 mars 2009 sur Série Club

- Paul McGillion (Dr Carson Beckett)
- Jewel Staite (Dr Jennifer Keller)
- Mitch Pileggi (Colonel Steven Caldwell)
- Connor Trinneer (Michael Kenmore)
- Heather Doerksen (Capitaine Pat Meyers)
- Patrick Sabongui (Kanaan)

### Épisode 19:Hybrides (2/2)
- États-Unis : 29 février 2008 sur Sci Fi
- Québec : 29 janvier 2009 sur Ztélé
- France : 26 mars 2009 sur Série Club

- Paul McGillion (Dr Carson Beckett)
- Jewel Staite (Dr Jennifer Keller)
- Connor Trinneer (Michael Kenmore)
- Johann Helf (Nabel Golan)
- Christopher Heyerdahl (Halling)
- Patrick Sabongui (Kanaan)

### Épisode 20:Le Dernier Homme (1/2)
- États-Unis : 7 mars 2008 sur Sci Fi
- Québec : 5 février 2009 sur Ztélé
- France : 2 avril 2009 sur Série Club

- Connor Trinneer (Michael Kenmore)
- David Nykl (Dr Radek Zelenka)
- Jewel Staite (Dr Jennifer Keller)
- Kavan Smith (Major Evan Lorne/Général Evan Lorne)
- Kate Hewlett (Jeannie Miller)
- Robert Picardo (Richard Woolsey)
- Chuck Campbell (Sergent Chuck)
- Heather Doerksen (Capitaine Pat Meyers)